# Otocryptis
Otocryptis – rodzaj jaszczurek z podrodziny Draconinae w obrębie rodziny agamowatych (Agamidae).

## Zasięg występowania
Rodzaj obejmuje gatunki występujące endemicznie w Sri Lance.

## Systematyka

### Etymologia
Otocryptis: gr. ους ous, ωτος ōtos „ucho”; κρυπτος kruptos „ukryty”.

### Podział systematyczny
Do rodzaju należą następujące gatunki:
- Otocryptis nigristigma Bahir & Silva, 2005
- Otocryptis wiegmanni Wagler, 1830